# Kernouës
Kernouës (en bretón, Kernouez) es una comuna francesa situada en el departamento de Finisterre, en la región de Bretaña.

## Demografía
| 531 | 536 | 624 | 611 | 621 | 587 | 656 |
| Para los censos de 1962 a 1999 la población legal corresponde a la población sin duplicidades (Fuente: INSEE [Consultar]) |     |     |     |     |     |     |